# Wolfgang Männel
Wolfgang Männel (* 18. Oktober 1937 in Falkenstein/Vogtl.; † 26. September 2006) war ein deutscher Wirtschaftswissenschaftler und Professor für Betriebswirtschaftslehre mit den Schwerpunkten Rechnungswesen und Controlling.

## Zur Person

### Leben
Wolfgang Männel wurde 1937 als Sohn eines Unternehmers und seiner Ehefrau geboren. Er studierte von 1958 bis 1962 Betriebswirtschaftslehre an der Wirtschaftshochschule Mannheim. 1963 folgte er seinem akademischen Lehrer Paul Riebel an die Johann Wolfgang Goethe-Universität Frankfurt am Main, wo er 1967 über Wirtschaftlichkeitsfragen der Anlagenerhaltung promovierte.
Männel entwickelte 1971 den Begriff des Opportunitätserlöses in Anlehnung an die Opportunitätskosten. 1972 wurden Männel aufgrund seiner zahlreichen Buch- und Aufsatzveröffentlichungen habilitationsgleiche Leistungen testiert. Die Johann Wolfgang Goethe-Universität Frankfurt am Main ernannte ihn daraufhin zum Professor für Betriebswirtschaftslehre.
Männel folgte 1973 einem Ruf an die damals neu gegründete Fakultät Wirtschafts- und Sozialwissenschaften der Universität Dortmund, wo er als ordentlicher Professor für Betriebswirtschaftslehre den Lehrstuhl für Industriebetriebslehre und Fertigungswirtschaft, später umbenannt in „Industriebetriebslehre und industrielles Rechnungswesen“, leitete.
1982 nahm er einen Ruf der Friedrich-Alexander-Universität Erlangen-Nürnberg auf den Lehrstuhl für Betriebswirtschaftslehre, insbesondere Rechnungswesen und Controlling, an. Er verstarb kurz nach seiner Emeritierung am 26. September 2006.

### Akademische Ämter
Neben den universitären Verwaltungsämtern wie Dekan, Prodekan und Senator war Männel
- Vorsitzender des Arbeitskreises „Anlagenwirtschaft“ der Schmalenbach-Gesellschaft Deutsche Gesellschaft für Betriebswirtschaft
- Mitglied des Wissenschaftlichen Beirats des Deutschen Komitees Instandhaltung (DKIN)
- Mitglied des Arbeitskreises „Instandhaltung im Krankenhaus“ des Deutschen Komitees Instandhaltung (DKIN)
- Mitglied der Studienreformkommission des Wirtschafts- und Sozialwissenschaftlichen Fakultätentages
- Ab 1981 Stellvertretender Vorsitzender und von 1984 bis 1985 Vorsitzender des Wirtschafts- und Sozialwissenschaftlichen Fakultätentages.[5][3]

### Herausgeber und Gutachter
- Herausgeber der Fachzeitschrift Kostenrechnungspraxis – Zeitschrift für Controlling, Accounting und System-Anwendungen, Gabler-Verlag (1976–2002)[2]
- Erstellung wissenschaftlicher Gutachten über spezifische kostenrechnerische, investitionsrechnerische und bilanzierungsrelevante Fragestellungen für Landesverbände und das Bundesforschungsministerium sowie für andere Institutionen (Wirtschaftsunternehmen, Energiewirtschaft).[2]
- Herausgeber der Schriftenreihe Anlagenwirtschaft, Verlag TÜV Rheinland[3]

### Fachveranstaltungen für die Praxis
Seit 1976 konzipierte und moderierte Männel zahlreiche Konferenzen, die sich einerseits mit Kostencontrolling, Kostenmanagement, Ergebniscontrolling und Controlling-Softwaresystemen und andererseits mit integrierter Anlagenwirtschaft, insbesondere Instandhaltung, auseinandersetzten.

### Forschungsgebiete
Wolfgang Männel hat sich vor allem mit folgenden grundlegenden Themengebieten befasst:
- Rechnungswesen, Bilanzierung
- Kostenrechnung, Kostencontrolling und Kostenmanagement
- Deckungsbeitragsrechnung, Ergebniscontrolling
- Investitionscontrolling und Wertorientiertes Controlling
- Outsourcing und Vergleiche zwischen Eigenfertigung  und Fremdbezug
- Anlagenwirtschaft und Instandhaltung
- Produktion, Einkauf, Materialwirtschaft und Logistik
- Öffentliche Betriebe, Energiewirtschaft und Gesundheitswesen

## Veröffentlichungen

### Themenkreis Kostenrechnung, Rechnungswesen

#### Ausgewählte Bücher
- Die Wahl zwischen Eigenfertigung und Fremdbezug, Theoretische Grundlagen, Praktische Fälle. 2., überarb. u. erw. Auflage. Herne, Berlin 1981, ISBN 3-7910-0270-8.
- Selbermachen oder kaufen? Verlag Moderne Industrie, München 1969 (Erw. dt. Bearbeitung des Buches Make or Buy von Harry Gross).
- Kundenskonti im Rechnungswesen. Herne, Berlin 1971, ISBN 3-482-56151-6.
- Mengenrabatte in der entscheidungsorientierten Erlösrechnung. Opladen, Westdt. Verlag 1974, ISBN 3-531-11207-4.
- Erlösschmälerungen. Gabler, Wiesbaden 1975, ISBN 3-409-19011-2.
- mit Siegfried Hummel: Kostenrechnung Band I. Grundlagen, Aufbau und Anwendung. 4., völlig neu bearb. und erw. Auflage. Gabler, Wiesbaden 1986, ISBN 3-409-21134-9.
- mit Siegfried Hummel: Kostenrechnung Band II. Moderne Verfahren und Systeme. 3. Auflage. Gabler, Wiesbaden 1978, ISBN 3-409-21140-3.
- Preisobergrenzen im Einkauf. 2., unveränd. Auflage. Verlag der GAB, Lauf an der Pegnitz 1990, ISBN 3-927878-07-3.
- Handbuch Kostenrechnung. Gabler, Wiesbaden 1992, ISBN 3-409-19936-5.
- Logistik-Controlling – Konzepte, Instrumente, Wirtschaftlichkeit. Gabler, Wiesbaden 1993, ISBN 3-409-13448-4.
- Entwicklungsperspektiven der Kostenrechnung. 5., erw. Auflage. Verlag der GAB, Lauf an der Pegnitz 1999, ISBN 3-927878-37-5.

#### Ausgewählte Aufsätze und Sonstiges
- Die Entstehung von Zwischenlagerungen in Industriebetrieben. In: Industrielle Organisation. 34. Jg. (1965), Heft 1, S. 17–34.
- Möglichkeiten und Grenzen des Rechnens mit Opportunitätserlösen. In: Beiträge zur betriebswirtschaftlichen Ertragslehre, Festschrift zum 70. Geburtstag von Erich Schäfer.  hrsg. v. P. Riebel, Opladen, Köln 1971, S. 201–245.
- Preiskalkulation nach den Grundsätzen der Deckungsbeitragsrechnung. In: Kostenrechnungspraxis. 22. Jg. (1978), Sonderheft „krp extra ´78“, S. 3–26.
- Grundkonzeption einer entscheidungsorientierten Erlösrechnung. In: Kostenrechnungspraxis. 27. Jg. (1983), Heft 2, S. 55–70.
- Die Einzelkosten- und Deckungsbeitragsrechnung – Ein Konzept zur Abbildung der Realität durch das Rechnungswesen. In: Zeitschrift für Betriebswirtschaft, 53. Jg. (1983), Heft 12, S. 1187–1196.
- Zur Gestaltung der Erlösrechnung. In: Entwicklungslinien der Kosten- und Erlösrechnung. hrsg. v. K. Chmielewicz, Kommission Rechnungswesen im Verband der Hochschullehrer für Betriebswirtschaft e. V., Stuttgart 1983, S. 119–156.
- mit P. Mertens: Analyse und Vorschläge zur Vereinfachung des Kalkulations- und Abrechnungsverfahrens bei der Gewährung von Zuwendungen des Bundesministeriums für Forschung und Technologie für Forschungs- und Entwicklungsprojekte in der Wirtschaft,  Nürnberg 1984.
- Besonderheiten der internen Rechnungslegung öffentlicher Unternehmungen und Verwaltungen. In: Zeitschrift für Betriebswirtschaft, 58. Jg. (1988), Heft 8, S. 839–857.
- Leistungs- und Erlösplanung. In: Handwörterbuch der Planung, hrsg. v. N. Szyperski und U. Winand, Stuttgart 1989, Sp. 953.
- Aufgaben des Controlling anlagenintensiver Produktionsstrukturen. In: 10. Saarbrücker Arbeitstagung 1989 – Rechnungswesen und EDV. hrsg. v. A.-W. Scheer, Heidelberg 1989, S. 48–71.
- mit J. Schmidberger: Kostenrechnung in der ambulanten Krankenversorgung. In: Kostenrechnungspraxis. 35. Jg. (1991), Heft 2, S. 93–97.
- Bedeutung der Erlösrechnung für die Ergebnisrechnung. In: v. W. Männel  (Hrsg.): Handbuch Kostenrechnung. Wiesbaden 1992, S. 631–655.
- Kostenmanagement – Bedeutung und Aufgaben. In: Kostenrechnungspraxis. 36. Jg. (1992), Heft 5, S. 289–291.
- Erlösrechnung. In: Handwörterbuch des Rechnungswesens, hrsg. v. K. Chmielewicz und M. Schweitzer, 3. Auflage. Stuttgart 1993, S. 562–580.
- Harmonisierung des Rechnungswesens für ein integriertes Ergebniscontrolling. In: Kostenrechnungspraxis. 43. Jg. (1999), Sonderheft 3, S. 13–29.
- mit B. Warnick: Kosten- und Leistungsrechnung Druckindustrie – Neue Richtlinie für die betriebliche Praxis, hrsg. v. Bundesverband Druck e. V. / Abt. Betriebswirtschaft, 2. Auflage. Wiesbaden 1995.
- Entwicklungslinien der Plankostenrechnung und Deckungsbeitragsrechnung. In: Kostenrechnungspraxis. 39. Jg. (1995), Heft 1, S. 53–62.
- Kalkulatorische Abschreibungen, Zinsen, Gewinne und Substanzerhaltungsrücklagen in der Strompreiskalkulation – Gutachten zur Neufassung der Arbeitsanleitung zur Feststellung der Kosten- und Erlöslage einschließlich Kostenträgerrechnung im Preisgenehmigungsverfahren nach § 12 BTOElt, Lauf an der Pegnitz/Nürnberg 1996.
- Kostenrechnerische Analyse der Praxisbudgetierung im Gesundheitswesen, Lauf an der  Pegnitz/Nürnberg 1996/97
- Frühzeitige Produktkostenkalkulationen für das Kostenmanagement. In: Die Kunst des Controlling, Prof. Dr. Péter Horváth zum 60. Geburtstag, hrsg. v. R. Gleich und W. Seidenschwarz, München 1997, S. 201–230.
- Die Bedeutung des wissenschaftlichen Werkes von Prof. Dr. Dr. h.c. mult. Paul Riebel für das Ergebniscontrolling. In: Kostenrechnungspraxis. 43. Jg. (1999), Heft 3, S. 141–144.
- Effektivitätsorientiertes Controlling. In: Controlling. 14. Jg. (2002), Heft 11, S. 597–605.
- Anlagenberichtswesen und Anlagencontrolling. In: Vahlens Großes Controllinglexikon. hrsg. v. P. Horváth, München 2002.
- Ergebniscontrolling vor neuen Herausforderungen. In: Der Controller-Berater. Jg. 2003, Heft 1, S. 61–90.
- Rentabilitätsorientiertes Controlling. In: Der Controlling-Berater. Jg. 2003, Heft 1, S. 61–90.
- Preisfindungsprinzipien der Verbändevereinbarung VV II plus vom 13.12.2001 und 23.04.2002, Nürnberg und Lauf an der Pegnitz 2003.
- Bedeutung kalkulationsrelevanter allgemeiner Unternehmerrisiken des Stromverteilungsgeschäfts, Nürnberg und Lauf an der Pegnitz 2003.
- Empfehlungen zur Kalkulationsmethodik des künftigen stromverteilungsspezifischen Regulierungskonzeptes, Nürnberg und Lauf an der Pegnitz 2004.
- Kapitalkosten in der Entgeltkalkulation deutscher Stromverteilungsunternehmen. In: ew-Elektrizitätswirtschaft. 103. Jg. (2004), Heft 5, S. 14–25.
- Körperschaftsteuer in der Netzentgeltkalkulation. In: Energiewirtschaftliche Tagesfragen. 55. Jg. (2005). Heft, 8

### Themenkreis Anlagenwirtschaft, Instandhaltung

#### Ausgewählte Bücher
- Wirtschaftlichkeitsfragen der Anlagenerhaltung. Gabler, Wiesbaden 1968.
- Wahl zwischen Eigen- und Fremdinstandhaltung. DIW Deutsche Industriewartung, München 1982.
- Praxiskonzepte EDV-gestützter Instandhaltung (= Schriftenreihe Anlagenwirtschaft, hrsg. v. Wolfgang Männel). TÜV Rheinland, Köln 1987, ISBN 3-88585-372-8.
- Integrierte Anlagenwirtschaft (= Schriftenreihe Anlagenwirtschaft, hrsg. v. Wolfgang Männel). TÜV Rheinland, Köln 1988, ISBN 3-88585-467-8.
- Perspektiven, Führungskonzepte und Instrumente der Anlagenwirtschaft (= Schriftenreihe Anlagenwirtschaft, hrsg. v. Wolfgang Männel). TÜV Rheinland, Köln 1989, ISBN 3-88585-678-6.
- Moderne Software-Lösungen für die Instandhaltung (= Schriftenreihe Anlagenwirtschaft, hrsg. v. Wolfgang Männel). TÜV Rheinland, Köln 1990, ISBN 3-88585-732-4.

#### Ausgewählte Aufsätze und Sonstiges
- Vorbeugende Instandhaltung – Eine Einführung und Bibliographie. (= Schriftenreihe „Arbeitsvorbereitung“. Heft 6). Ausschuß für wirtschaftliche Fertigung e. V., Frankfurt am Main 1971.
- Wirtschaftliche Vorteile und Möglichkeiten einer Koordination von Reparaturterminen. In: Der Betrieb. 25. Jg. (1972), Heft 25/26, S. 1178–1183.
- Zeitbedarfsplanung für Instandhaltungs- und Instandsetzungsmaßnahmen. In: Der Betriebswirt. 14. Jg. (1973), Heft 2/3, S. 29–30.
- Abgrenzung und organisatorische Einordnung der Anlagenwirtschaft im Industriebetrieb. In: Zeitschrift für betriebswirtschaftliche Forschung. 30. Jg. (1978), Heft 3, S. 51–59.
- Anlagenwirtschaft. In: E. Grochla (Hrsg.): Betriebswirtschaftslehre, Teil 1: Grundlagen. Poeschel, Stuttgart 1978, S. 92–96.
- Wechselwirkungen zwischen Anlagenwirtschaft, Planung und Unternehmenserfolg. In: Der Betrieb. 33. Jg. (1980), Heft 45, S. 2145–2150.
- Einzug in Forschung und Lehre: Instandhaltung ist eine Aufgabe für die Wissenschaft. In: Instandhaltung. 13. Jg. (1985), Heft 5, S. 24–31.
- mit W. Becker und F. Skrzypek-Neubauer: Sicherheitsgerechte Gestaltung von Instandhaltungsarbeiten. In: Schriftenreihe der Bundesanstalt für Arbeitsschutz. Sonderschrift, Dortmund 1985.
- mit W. Becker, D. Kalaitzis und M. Amon: Planmäßige Instandhaltung unter besonderer Berücksichtigung von Sicherheits- und Arbeitsschutzaspekten – Bibliographie. In: Schriftenreihe der Bundesanstalt für Arbeitsschutz, Sonderschrift, Dortmund 1987.
- mit C. Bloß: Planung, Erfassung, Verrechnung und Kontrolle von Instandhaltungskosten. In: W. Männel (Hrsg.): Handbuch Kostenrechnung. Wiesbaden 1992, S. 502–522.
- Anlagenwirtschaft. In: W. Kern u. a. (Hrsg.): Handwörterbuch der Produktionswirtschaft. 2. Auflage. Stuttgart 1996, S. 72–87.
- Kennzahlen und Kennzahlensysteme für ein Benchmarking der Instandhaltung. In: Kostenrechnungspraxis. 43. Jg. (1999), Sonderheft 1, S. 57–69.
- mit A. Engel: Controllinginstrumente für das Instandhaltungsmanagement. In: Kostenrechnungspraxis. 46. Jg. (2002), Heft 4, S. 222–230.
- Anlagen. In: P. Horváth (Hrsg.): Vahlens Großes Controllinglexikon. München 2002.